# Samir Ujkani
Samir Ujkani né le 5 juillet 1988 à Resnik, en Yougoslavie (aujourd'hui au Kosovo), est un footballeur international albanais puis kosovar évoluant au poste de gardien de but. Il évolue actuellement à l'Empoli FC.

## Jeunesse
Il est né à Resnik, dans un village qui fait maintenant partie de la municipalité de Vučitrn, au centre du Kosovo. Sa famille a ensuite déménagé en Belgique six ans après sa naissance.

## Carrière
Il a joué jusqu'à juin 2007 pour les moins de 19 ans d'Anderlecht, et a fait également dix apparitions avec leur équipe réserve. Le même mois, il a accepté de signer un contrat de 5 ans avec l'US Palerme en Serie A.
Depuis lors, il a servi comme remplaçant dans deux matches de Coupe UEFA pour Palerme, et plusieurs matches de Serie A. Il a été confirmé comme troisième gardien pour la saison 2008-2009, et ensuite promu en tant que deuxième gardien de but après que le club a choisi de transférer le gardien vétéran Alberto Fontana.
Le 26 avril 2009, il fait ses débuts professionnels avec l'US Palerme, en remplacement de Marco Amelia blessés au cours d'un match contre le Milan AC à San Siro.
En juillet 2009, il a été prêté à Novare échangé avec Giacomo Brichetto, aussi pour acquérir de l'expérience dans l'équipe première. Il a joué comme gardien de premier choix dans la saison, et a été protagoniste de la promotion du club en Serie B malgré l'absence en fin de saison en raison d'une blessure. Cela a conduit Novare à demander une prolongation de son prêt, ce qui a été convenu par Palerme, le juillet 2010. Le 31 janvier 2011, l'US Palerme a annoncé avoir vendu 50 % des droits de transfert de Samir Ujkani à Novare, dans le cadre d'une offre présentée par l'attaquant argentin de Novare :Pablo Andrés González.

## Carrière internationale
Ujkani reçu un passeport albanais à l'été 2007 et a fait partie de l'Albanie espoirs, et fait ses débuts le 1er juin dans un match de qualification européenne contre l'Italie.
Le 6 octobre 2008, il a reçu son premier appel en A pour 2 matches de qualification pour la Coupe du monde 2010 contre la Hongrie et le Portugal. Il a fait ses vrais débuts en A le 10 juin 2009 dans un match nul (1-1) contre la Géorgie en Albanie.